# Premi GlaxoSmithKline
El premi GlaxoSmithKline és atorgat per la Royal Society of London "per contribucions originals a ciències mèdiques i veterinàries publicades en un termini de deu anys a partir de la data del premi". Patrocinat per GlaxoSmithKline, la medalla s’atorga amb un regal de 2500 lliures esterlines. La medalla es va concedir per primera vegada el 1980 a César Milstein "en reconeixement del seu pioner en la producció d'anticossos monoclonals a partir de línies cel·lulars híbrides i que va iniciar la seva aplicació a tot el món en molts camps de la biologia i la medicina", i des de llavors ha estat atorgada 13 vegades.

## Llista de guanyadors
Font: Royal Society
| Curs | Nom                                                                       | Justificació | Notes |
| ---- | ------------------------------------------------------------------------- | --- | ----- |
| 1980 | César Milstein                                                            | "en reconeixement del seu pioner en la producció d'anticossos monoclonals a partir de línies cel·lulars híbrides i que va iniciar la seva aplicació a tot el món en molts camps de la biologia i la medicina" | -     |
| 1982 | Hans Kosterlitz                                                           | "en reconeixement dels seus estudis sobre l'acció dels opiacis i el descobriment de les encefalines" | -     |
| 1984 | Edward Raymond Andrew, James MS Hutchison, John Mallard i Peter Mansfield | "en reconeixement del seu desenvolupament de la imatge RMN com a eina de diagnòstic en medicina" | -     |
| 1986 | Donald Metcalf i Leo Sachs                                                | "en reconeixement del seu descobriment de factors que regulen el creixement i la diferenciació en teixits formadors de sang normals i leucèmics" | -     |
| 1988 | Louis M. Kunkel                                                           | "en reconeixement del seu èxit en identificar mitjançant noves tècniques de genètica inversa l'anomalia bioquímica responsable de la distròfia muscular de Duchenne / Becker com l'absència d'una proteïna desconeguda anteriorment, la distrofina" | -     |
| 1990 | Philippa Marrack i John Kappler                                           | "en reconeixement de les seves contribucions seminals a la biologia de les cèl·lules T, que inclouen la caracterització del receptor de les cèl·lules T; la demostració que l'autotolerància és causada per l'eliminació clonal al tim; i el descobriment que les toxines bacterianes actuen com a" superantígens " " | -     |
| 1992 | Paul Nurse                                                                | "en reconeixement de les seves contribucions fonamentals a la comprensió de les bases moleculars de regulació del cicle eucariota" | -     |
| 1994 | David Barker                                                              | "en reconeixement de les seves importants i importants contribucions a la comprensió de les causes de diverses de les principals malalties de la vida posterior (malalties cardiovasculars, malalties obstructives de les vies respiratòries i diabetis), demostrant que els seus orígens es troben en la nutrició fetal i utero i durant la infància " | -     |
| 1996 | Charles Weissmann                                                         | "en reconeixement de la seva tasca sobre malalties prions que va conduir als notables avenços en la comprensió de la biologia molecular de les encefalopaties espongiformes" | -     |
| 1998 | Gillian Bates i Stephen Davies                                            | "en reconeixement del seu descobriment de la causa de la malaltia de Huntington, una malaltia neurodegenerativa fatal heretada de manera dominant, amb aparició tardana" | -     |
| 2000 | David MacLennan                                                           | "en reconeixement del seu treball sobre proteïnes reguladores del calci, particularment en la comprensió de la hipertermia maligna (MH), la malaltia del nucli central (CCD), la malaltia de Brody i el fosfolamban, i aplicant el seu coneixement del gen en MH per desenvolupar un diagnòstic precís de la malaltia a porcs. A més de la seva valuosa aplicació veterinària, aquest treball representa un bon exemple de la manera com s’ha desenvolupat la ciència bàsica fins al punt en què s’aplica àmpliament " | -     |
| 2003 | Michael Neuberger                                                         | "en reconeixement del seu treball per resoldre el mecanisme molecular de la diversificació d'anticossos somàtics, una característica clau de la resposta immune, amb conseqüències que van molt més enllà de la immunologia a la inestabilitat de l'ADN i al càncer" | -     |
| 2005 | Nicholas White                                                            | "per la seva destacada tasca en el tractament i prevenció de malalties greus al món en desenvolupament" | -     |
| 2007 | Mark Pepys                                                                | "pel seu excel·lent treball com a científic clínic que ha identificat proteïnes específiques com a noves dianes terapèutiques i ha desenvolupat nous fàrmacs amb ús potencial en amiloïdosi, malaltia d'Alzheimer i malalties cardiovasculars" | -     |
| 2010 | Stephen Craig West                                                        | "en reconeixement del seu treball pioner en els mecanismes moleculars de la recombinació genètica i la reparació de l'ADN i la seva relació amb la tumorigenesi" | [ 2 ] |
| 2012 | Adrian Peter Bird                                                         | "per les seves destacades contribucions en el camp de l'epigenètica, especialment la metilació de l'ADN i el seu paper en el desenvolupament i la malaltia". | -     |
| 2014 | Nicholas Lydon                                                            | "per al desenvolupament del fàrmac imatinib, un inhibidor de la tirosina quinasa dirigit que ha transformat el tractament de la leucèmia mielògena crònica (LMC) i és un paradigma per al descobriment de fàrmacs contra el càncer". | [ 3 ] |
| 2016 | Andrew Hattersley                                                         | "pel seu treball en estudis genètics i fisiològics de pacients amb subtipus comuns de diabetis monogènica" |       |